# محاصره اوساکا

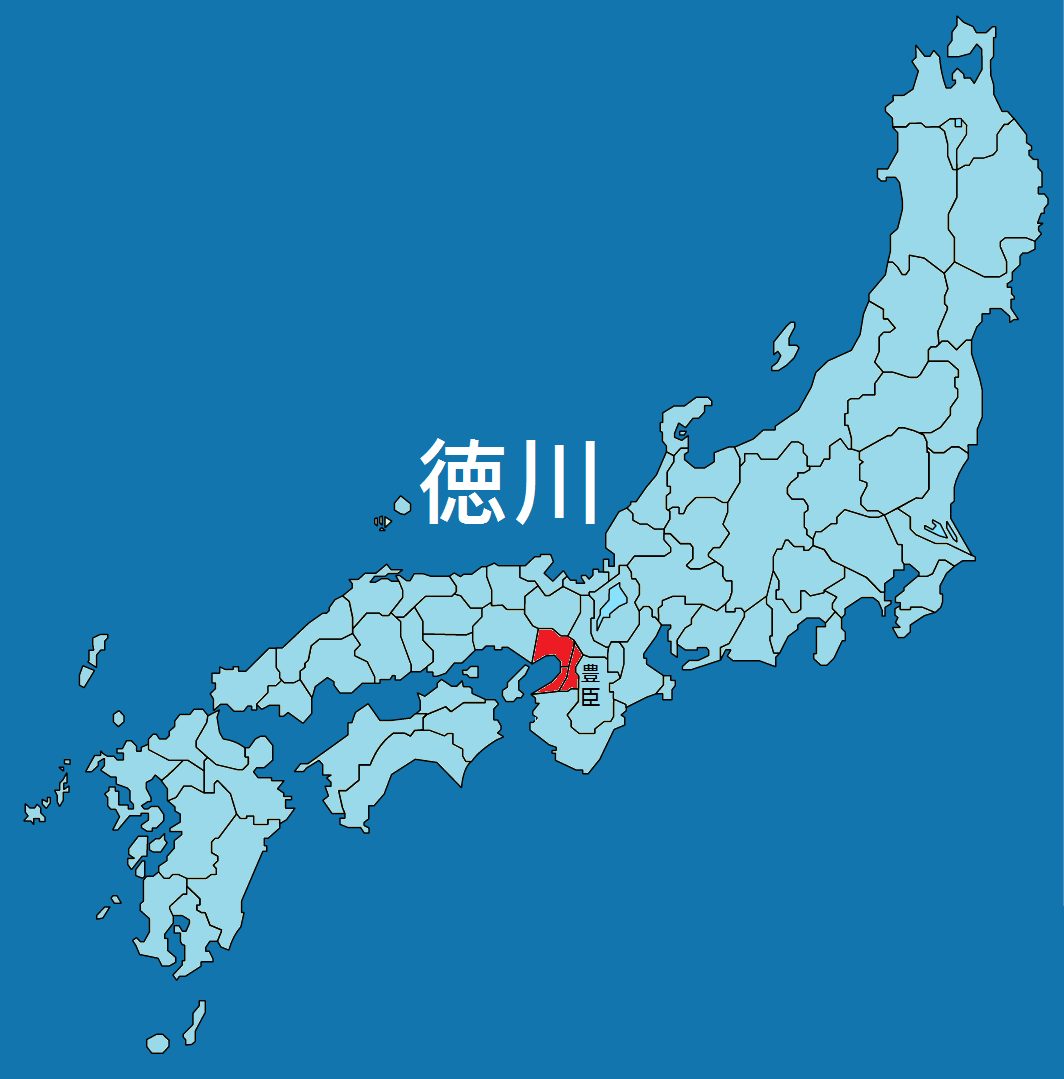
ژاپن در سال ۱۶۱۴ (محاصره اوساکا) فیروزه‌ای: شوگون‌سالاری توکوگاوا قرمز: تویوتومی هیده‌یوری

محاصرهٔ قصر اوساکا در تابستان، نام اثری حماسی از چند نقاش نامشخص ژاپنی است که به‌دستور کورودا ناگاماسا، به میدان نبرد برده شده‌بودند تا وقایع نبرد «محاصرهٔ اوساکا» را همان‌گونه که پیش روی‌شان اتفاق می‌افتد، ثبت کنند. این نبرد نهایتا با پیروزی شوگون‌سالاری توکوگاوا پایان یافت. اثر متعلق به سده ۱۷ میلادی و از آثار برجستهٔ نقاشی ژاپنی ‌است.

محاصره اوساکا (به ژاپنی: 大坂の役 Ōsaka no Eki) یا (به ژاپنی: 大坂の陣 Ōsaka no Jin) نام یک سری از جنگ‌های انجام شده توسط شوگون‌سالاری توکوگاوا در برابر خاندان تویوتومی است که به نابودی خاندان تویوتومی انجامید. محاصره اوساکا به دو مرحلهٔ لشکرکشی زمستانی و لشکرکشی تابستانی تقسیم شده است. محاصره اوساکا از سال ۱۶۱۴ تا سال ۱۶۱۵ میلادی بطول انجامید. این محاصره به مقاومت آخرین مخالفان مسلح علیه شوگون‌سالاری توکوگاوا در ژاپن پایان داد.در این نبرد سانادا یوکیمورا یکی از بزرگترین جنگجویان ژاپن کشته شد